# 1925年香港
|        | 香港歷史 \| 香港歷史年表                                                                                                   |
| 世紀： | 19世紀香港 \| 20世紀香港 \| 21世紀香港                                                                                     |
| 年代： | 1890年代香港 \| 1900年代香港 \| 1910年代香港 \| 1920年代香港 \| 1930年代香港 \| 1940年代香港 \| 1950年代香港               |
| 年份： | 1921年香港 \| 1922年香港 \| 1923年香港 \| 1924年香港 \| 1925年香港 \| 1926年香港 \| 1927年香港 \| 1928年香港 \| 1929年香港 |
| 紀年： | 乙丑年（牛年）、香港開埠84周年                                                                                             |

## 大事記
- 1月1日，香港仔2113號水艇梁成富被賊人開槍擊傷。入院搶救延至1月2日早上不治。
- 1月4日，油麻地吳松街61號樓下大益茶莊發生火警，波及隔鄰57號及59號，火災導至十人死亡。
- 1月15日，華商康華輪遇劫。
- 3月12日上午9時35分，孫中山因末期肝癌病逝北京，終年58歲。香港中文報章於3月14日暫停出版一天以示哀悼。[1]
- 3月22日，海盜搜劫大澳。
- 5月14日，英國殖民地部、英國外交、英國海軍與英屬香港政府官員在倫敦開會，商討打擊海盜問題。[2]
- 5月28日，日後成為英皇佐治六世的佐治王子抵港訪問。[2]
- 6月5日，華僑日報創刊。
- 6月19日，省港大罷工正式展開。[2]
- 6月21日，港督司徒拔頒佈緊急戒嚴令，並宣佈香港進入緊急狀態。[2]
- 7月1日，香港電話有限公司成立，並收購了中日電話電力，獲政府發給本地電話網絡50年的專營權。
- 7月5日，香港電燈大部份工人罷工，全港一半地方陷於黑暗世界。[2]
- 7月7日，兇徒在中環街市拋擲炸彈，1死1傷。[2]
- 7月8日，工商日報創刊。
- 7月17日，連續三日大雨導致上環普慶坊山泥傾瀉，釀成75死20傷慘劇[3]，死者包括前定例局議員兼富商周少岐太平紳士及部份家屬，其兒子周埈年律師則僥倖生還。
- 10月8日，華商國寧輪被劫。
- 10月31日，港督司徒拔卸任離港。
- 11月1日，第17任總督金文泰到港履新。[2]
- 11月10日，前港督彌敦爵士抵港旅遊。
- 12月5日，港督金文泰巡視新界。
- 本年：
  - 政府財政收入為2,324萬港元，支出2,827萬。[2]